# Lista de edições do Planeta Atlântida no Rio Grande do Sul
Esta é uma lista de edições do Planeta Atlântida no Rio Grande do Sul. Planeta Atlântida é um festival de música realizado pela Rede Atlântida, rede de rádios transmitida no Rio Grande do Sul, com amplo apoio da iniciativa privada, que acontece anualmente no litoral gaúcho, na sede campestres da SABA (Sociedade Amigos Balneário Atlântida), na praia de Atlântida. em Xangri-lá.

#### Década de 1990
1996
A primeira edição ocorreu em 1996, nos dias 9 e 10 de fevereiro.
| 9 de fevereiro                                                         | 10 de fevereiro                                             |
| Artistas                                                               | Artistas                                                    |
| ---------------------------------------------------------------------- | ----------------------------------------------------------- |
| Banda Harmadilha Mamonas Assassinas Paralamas do Sucesso Charly García | Maria do Relento Cidadão Quem Fernanda Abreu Titãs Rita Lee |

1997
A segunda edição ocorreu em 1997, nos dias 31 de janeiro e 1 de fevereiro
| 31 de janeiro                               | 1 de fevereiro   |
| Artistas                                    | Artistas         |
| ------------------------------------------- | ---------------- |
| Banda Harmadilha Arlindo Júnior Lulu Santos | Kid Abelha Skank |

#### Década de 2000
2000
A quinta edição ocorreu em 2000, nos dias 11 e 12 de fevereiro.
| 11 de fevereiro | 12 de fevereiro |
| Artistas | Artistas |
| --- | --- |
| The Hard Working Band Acústicos & Valvulados Nenhum de Nós Ultraje a Rigor Los Hermanos Charlie Brown Jr. Lulu Santos Titãs Ivete Sangalo O Rappa | Comunidade Nin-Jitsu Tribo de Jah Pato Fu Wilson Sideral Paralamas do Sucesso Djavan Raimundos Men at Work Pimenta Nativa J. Quest |

2001
A sexta edição ocorreu em 2001, nos dias 9 e 10 de fevereiro.
| 9 de fevereiro                                                                                                 | 10 de fevereiro |
| Artistas | Artistas |
| --- | --- |
| Ultramen Zeca Baleiro Skank Charlie Brown Jr. Cidade Negra Nenhum de Nós Tribo de Jah O Rappa Planet Hemp Ira! | Kleiton & Kledir Natiruts Engenheiros do Hawaii (com Paulo Ricardo) Carlinhos Brown Lulu Santos Jota Quest Raimundos Capital Inicial Papas da Língua Comunidade Nin-Jitsu |

2002
A sétima edição ocorreu em 2003, nos dias 1 e 2 de fevereiro.
| 1 de fevereiro                                                                                                 | 2 de fevereiro                                                                                    |
| Palcão | Palcão                                                                                            |
| --- | ------------------------------------------------------------------------------------------------- |
| Tihuana Acústicos & Valvulados Ana Carolina Nenhum de Nós Daniela Mercury Titãs Comunidade Nin-Jitsu Raimundos | Ultramen Frejat Supla Skank Jorge Ben Jor O Rappa Capital Inicial Tequila Baby (com Marky Ramone) |

2003
A oitava edição ocorreu em 2003, nos dias 7 e 8 de fevereiro.
| 7 de fevereiro                                                       | 7 de fevereiro                                          |
| Palco Fogo                                                           | Palco Água                                              |
| -------------------------------------------------------------------- | ------------------------------------------------------- |
| Armandinho Cidade Negra Skank & Jota Quest Tequila Baby              | Engenheiros do Hawaii Charlie Brown Jr. Capital Inicial |
| 8 de fevereiro                                                       |                                                         |
| Palco Fogo                                                           | Palco Água                                              |
| Chimarruts Papas da Língua Paralamas do Sucesso Comunidade Nin-Jitsu | Maskavo Zeca Pagodinho Gilberto Gil CPM22               |

2004
A nona edição ocorreu em 2004, nos dias 6 e 7 de fevereiro.
| 6 de fevereiro                                                                             | 7 de fevereiro                                                                         |
| Artistas                                                                                   | Artistas                                                                               |
| ------------------------------------------------------------------------------------------ | -------------------------------------------------------------------------------------- |
| Reação em Cadeia Armandinho O Rappa Jota Quest Capital Inicial Marcelo D2 CPM 22 Sepultura | Da Guedes Skank Kid Abelha Titãs Charlie Brown Jr. Detonautas Nenhum de Nós Chimarruts |

2005
A décima edição ocorreu em 2005, nos dias 28 e 29 de janeiro.
| 28 de janeiro | 29 de janeiro                                                                                       |
| Artistas | Artistas                                                                                            |
| --- | --------------------------------------------------------------------------------------------------- |
| Comunidade Nin-Jitsu Massacration Tequila Baby Ira! Cidade Negra Barão Vermelho Marcelo D2 O Rappa CPM 22 Reação em Cadeia | Engenheiros do Hawaii Seu Jorge Pitty Lulu Santos Skank Charlie Brown Jr. Papas da Língua DJ Tiësto |

2006
A décima primeira edição ocorreu em 2006, nos dias 10 e 11 de fevereiro.
| 10 de fevereiro                                                                                | 11 de fevereiro |
| Artistas                                                                                       | Artistas |
| ---------------------------------------------------------------------------------------------- | --- |
| Cidadão Quem Armandinho e TNT Titãs O Rappa Jota Quest CPM 22 Comunidade Nin-Jitsu DJ Marlboro | Papas da Língua Pitty Paralamas do Sucesso e Andreas Kisser Charlie Brown Jr. Ivete Sangalo + Charlie Brown Jr. Nenhum de Nós e Humberto Gessinger Cachorro Grande |

2007
A décima segunda edição ocorreu em 2007, nos dias 2 e 3 de fevereiro.
| 2 de fevereiro                                                                 | 3 de fevereiro                                                                      |
| Artistas                                                                       | Artistas                                                                            |
| ------------------------------------------------------------------------------ | ----------------------------------------------------------------------------------- |
| Maskavo Fernanda Abreu Marcelo D2 Jota Quest O Rappa Babado Novo Jeito Moleque | Ultramen Papas da Língua Skank Lulu Santos Charlie Brown Jr. Armandinho Fatboy Slim |

2008
A décima terceira edição ocorreu em 2008, nos dias 15 e 16 de fevereiro.
| 15 de fevereiro                                                                              | 16 de fevereiro                                                                      |
| Artistas                                                                                     | Artistas                                                                             |
| -------------------------------------------------------------------------------------------- | ------------------------------------------------------------------------------------ |
| NX Zero e Fresno Natiruts Skank Inimigos da HP O Rappa Pitty e Cachorro Grande Nenhum de Nós | Chimarruts Capital Inicial Jorge Benjor Ivete Sangalo Charlie Brown Jr. CPM 22 Skazi |

2009
A décima quarta edição ocorreu em 2009, nos dias 6 e 7 de fevereiro.
| 6 de fevereiro | 7 de fevereiro                                                                                          |
| Artistas | Artistas                                                                                                |
| --- | --- |
| Neto Fagundes Comunidade Nin-Jitsu Fresno Chimarruts e Papas da Língua Marcelo D2 Ivete Sangalo Eva Exaltasamba & MV Bill | Reação em Cadeia Skank, Negra Li e Beto Bruno NX Zero O Rappa Jota Quest Fat Duo Victor & Leo DJ Astrix |

#### Década de 2010
2010
A décima quinta edição ocorreu em 2010, nos dias 5 e 6 de fevereiro.
| 5 de fevereiro                                                                                    | 6 de fevereiro                                                                      |
| Palco Central                                                                                     | Palco Central                                                                       |
| ------------------------------------------------------------------------------------------------- | ----------------------------------------------------------------------------------- |
| Neto Fagundes Reação em Cadeia Armandinho Fresno Charlie Brown Jr. Jota Quest Victor & Léo Pixote | Mc Jean Paul Strike Chimarruts Skank NX Zero Exaltasamba Pitty Marcelo D2 DJ Eskimo |

2011
A décima sexta edição ocorreu em 2011, nos dias 11 e 12 de fevereiro.
| 11 de fevereiro | 12 de fevereiro                                                                                               |
| Palco Central | Palco Central                                                                                                 |
| --- | --- |
| Neto Fagundes Restart Reação em Cadeia Armandinho Nando Reis Capital Inicial Jorge & Mateus Exaltasamba Flo Rida Overcast Live | Chimarruts Fresno NX Zero Paralamas do Sucesso Charlie Brown Jr. Ivete Sangalo Luan Santana Paranormal Attack |

2012
A décima sétima edição ocorreu em 2012, nos dias 3 e 4 de fevereiro.
| 3 de fevereiro | 4 de fevereiro |
| Palco Central | Palco Central |
| --- | --- |
| Neto Fagundes Armandinho Fresno Lulu Santos Charlie Brown Jr. Ivete Sangalo Capital Inicial Michel Teló Sean Kingston | Chimarruts NX Zero Papas da Língua Jota Quest, Dado Villa-Lobos e Marcelo Bonfá Marcelo D2 O Rappa Luan Santana Taio Cruz |

2013
A décima oitava edição ocorreu em 2013, nos dias 15 e 16 de fevereiro. Originalmente marcado para 2 e 3 de fevereiro, o evento foi transferido após o incêndio na boate Kiss, em Santa Maria. Charlie Brown Jr., RPM, Fallujah, Naldo, Thiaguinho, entre outros, cancelaram a participação por não conseguirem alterar seus compromissos. Michel Teló, SOJA, e outros, se juntaram, ao evento.
| 15 de fevereiro                                                                                | 15 de fevereiro                                                                          | 15 de fevereiro                                        | 15 de fevereiro | 15 de fevereiro                                                                | 15 de fevereiro                                          | 15 de fevereiro                                          |
| Palco Central                                                                                  | Palco Pretinho Básico Convida                                                            | Palco Hip Hop Funk                                     | Palco e-PLANET | Palco Camarote                                                                 | Espaço Beatles                                           | Espaço Madam Club                                        |
| ---------------------------------------------------------------------------------------------- | ---------------------------------------------------------------------------------------- | ------------------------------------------------------ | --- | ------------------------------------------------------------------------------ | -------------------------------------------------------- | -------------------------------------------------------- |
| Neto Fagundes Fresno Racionais MC's Sorriso Maroto Ivete Sangalo Planet Hemp Michel Teló Sambô | Caps Lock Comunidade Nin-Jitsu Raimundos Pollo ConeCrewDiretoria Projota Emicida Scracho | DJ Loy MC Dino DJ Flem Mr. Catra Nitro Di MC Jean Paul | Do Santos Juan Rodrigues Alexandre Costa Pimpo Gama Overcast Live Rapha Costa Andre Sarate Edgar Branco Analu Giacomolli | Fat Duo D-Tones Fat Duo Banda Dublê Fat Duo Banda Saldanha Fat Duo             | DJ Pedro Petraco Dingo Bells DJ Pedro Petraco            | Thiago Campos Leandro Baldi Wesley Ruschel Nicole Baldwi |
| 16 de fevereiro                                                                                |                                                                                          |                                                        | |                                                                                |                                                          |                                                          |
| Palco Central                                                                                  | Palco Pretinho Básico Convida                                                            | Palco Hip Hop Funk                                     | Palco e-PLANET | Palco Camarote                                                                 | Espaço Beatles                                           | Espaço Madam Club                                        |
| Renato Borguetti Strike Armandinho Luan Santana O Rappa SOJA                                   | Reijow Seu Cuca Esteban Reação em Cadeia Detonautas Santo Graau Cachorro Grande Forfun   | DJ Loy Vira Lataz Dj Anão Eltin MC DJ Sheik Thaíde     | Thiago Matthias Branko Von Holleben Pic Schmitz Nicole Baldwin Everson K Marcelo Nunez Double S Mause Eleven All         | Discorama Gunport Discorama Claus & Vanessa Discorama Banda Saldanha Discorama | DJ Felipe Stedile Nelson e os Besouros DJ Felipe Stedile | Djeff Güntzel Nill Lumertz Analu Giacomolli Cae Pires    |

2014
A décima nona edição ocorreu em 2014, nos dias 7 e 8 de fevereiro.
| 7 de fevereiro                                                                                            | 7 de fevereiro                                       | 7 de fevereiro | 7 de fevereiro                                              |
| Palco Central                                                                                             | Palco Pretinho Básico Convida                        | Palco e-Planet | Palco Camarote                                              |
| --- | ---------------------------------------------------- | --- | ----------------------------------------------------------- |
| Neto Fagundes Armandinho Donavon Frankenreiter O Rappa Ivete Sangalo Jota Quest Ne-yo Life is a Loop      | Filhos de Gaya Di Angelis Aliados Pollo e Ivo Mozart | Audioholics Drunky Daniels Branko Von Holleben Sonic Future Do Santos Juan Rodrigues Double S e Nicole Baldwin Is Cool | Fat Duo Melody Buchecha                                     |
| 8 de fevereiro                                                                                            |                                                      | |                                                             |
| Palco Central                                                                                             | Palco Pretinho Básico Convida                        | Palco e-Planet | Palco Camarote                                              |
| Cidadão Quem Raimundos e Comunidade Nin-Jitsu Skank Jorge e Mateus Só Pra Contrariar The Offspring ATL Dj | Claus & Vanessa Seu Cuca Onze:20 Emicida P9 MC Guimê | Rapha Costa Growrock Marcelo Nunez e Mik Silva Everson K e Rodrigo Ayala Pic Schmitz Federico Barco Andre Sarate       | Fat Duo Luana Camarah Gabriel o Pensador Brothers of Brazil |

2015
A vigésima edição ocorreu em 2015, nos dias 30 e 31 de janeiro.
| 30 de janeiro | 30 de janeiro                                                             | 30 de janeiro                                                                          | 30 de janeiro                                                                          |
| Palco Central | Palco Pretinho Básico Convida                                             | Palco e-Planet                                                                         | Palco Camarote                                                                         |
| --- | ------------------------------------------------------------------------- | -------------------------------------------------------------------------------------- | -------------------------------------------------------------------------------------- |
| Neto Fagundes Malta Armandinho Jota Quest Sublime with Rome Ivete Sangalo Só Pra Contrariar e Raça Negra Comunidade Nin-Jitsu e Ultramen | Dr. Hank Vitor Kley Vane K Reijow Tequila Baby Onde20 Forfun MC Jean Paul | Look a Like Pimpo & Zacchi Marcelo Nunez Bruno Be Bacci Fran Bortolossi Drunky Daniels | Dj Pimpo Contursi Claus & Vanessa Dj Mauricio Falke Tiago Abravanel                    |
| 31 de janeiro |                                                                           |                                                                                        |                                                                                        |
| Palco Central | Palco Pretinho Básico Convida                                             | Palco e-Planet                                                                         | Palco Camarote                                                                         |
| Criolo ConeCrewDiretoria, Anitta e Flora Matos O Rappa Lulu Santos Luan Santana Wiz Khalifa                                              | Kita Dingo Bells Tequila Baby Strike Comunidade Nin-Jitsu Raimundos       | Wannabe Jalva Donavon Frankenreiter Boy Bag Raiders                                    | DJ Adriano Carazzo RC na Veia Se Ativa DJ Adriano Carazzo Sany Pitbull e Milton Guedes |

2016
A vigésima primeira edição ocorreu em 2016, nos dias 29 e 30 de janeiro.
| 29 de janeiro                                                                                                | 29 de janeiro                                                         | 29 de janeiro                                             | 29 de janeiro                                                                          |
| Palco Planeta                                                                                                | Palco Atlântida                                                       | Palco Meca                                                | Palco Club688                                                                          |
| --- | --------------------------------------------------------------------- | --------------------------------------------------------- | -------------------------------------------------------------------------------------- |
| Neto Fagundes Onze:20 Natiruts Magic! Thiaguinho Wesley Safadão Baile do Dennis, Valesca Popozuda e MC Guimê | Vitor Kley Papas da Língua Seu Cuca Supercombo Cachorro Grande Fresno | Endres Experience Banda Tereza Flora Matos Racionais MC's | DJ Andre Ozzone Good Samaritans Tributo a Tim Maia DJ Bernardo Malta                   |
| 30 de janeiro                                                                                                |                                                                       |                                                           |                                                                                        |
| Palco Planeta                                                                                                | Palco Atlântida                                                       | Palco Meca                                                | Palco Club688                                                                          |
| Criolo ConeCrewDiretoria, Anitta e Flora Matos O Rappa Lulu Santos Luan Santana Wiz Khalifa                  | Kita Dingo Bells Tequila Baby Strike Comunidade Nin-Jitsu Raimundos   | Wannabe Jalva Donavon Frankenreiter Boy Bag Raiders       | DJ Adriano Carazzo RC na Veia Se Ativa DJ Adriano Carazzo Sany Pitbull e Milton Guedes |

2017
A vigésima segunda edição ocorreu em 2017, nos dias 3 e 4 de fevereiro.
| 3 de fevereiro                                                            | 3 de fevereiro                                                                      | 3 de fevereiro                                                                          |
| Palco Planeta                                                             | Palco Atlântida                                                                     | Palco Complex                                                                           |
| ------------------------------------------------------------------------- | ----------------------------------------------------------------------------------- | --------------------------------------------------------------------------------------- |
| Jason Mraz Alok Wesley Safadão O Rappa Armandinho Tiago Iorc              | Onze:20 Gabriel O Pensador e Karol Conka Emicida Haikass Ultramen Maneva Chimarruts | Pic Shmit] Samba & Amor Fellas All Stars Daniel Lacet                                   |
| 4 de fevereiro                                                            |                                                                                     |                                                                                         |
| Palco Planeta                                                             | Palco Atlântida                                                                     | Palco Complex                                                                           |
| Projota Natiruts Sorriso Maroto Anitta Capital Inicial Ludmilla e Jeremih | Tropkillaz e MC Bin Laden Marcelo D2 e Sain Braza Dead Fish Ego Kill Talent NEC     | João Brasil e Comunidade na Pista DJ Malboro Showdi e MC Jean Paul Gelpi DJ Johnny 4:20 |

2018
A vigésima terceira edição ocorreu em 2018, nos dias 3 e 4 de fevereiro.
| 3 de fevereiro                                                                             | 3 de fevereiro                                                                  | 3 de fevereiro                                                 | 3 de fevereiro                                       |
| Palco Planeta                                                                              | Palco Atlântida                                                                 | Palco Complex                                                  | Palco E-Planet                                       |
| ------------------------------------------------------------------------------------------ | ------------------------------------------------------------------------------- | -------------------------------------------------------------- | ---------------------------------------------------- |
| Neto Fagundes Armandinho Anavitória Nego do Borel Simone & Simaria O Rappa Vintage Culture | Vitor Kley Papas da Língua 1Kilo Maneva Strike Raimundos JetLag                 | Pedro Valério e Mark Daniel Sandra de Sá Showdi Pathy de Jesus | Thiago Matthias]] Bacci Fran Bortolossi Karine Larré |
| 4 de fevereiro                                                                             |                                                                                 |                                                                |                                                      |
| Palco Planeta                                                                              | Palco Atlântida                                                                 | Palco Complex                                                  | Palco E-Planet                                       |
| Onze:20 Pabllo Vittar Jota Quest Anitta Luan Santana Phoenix                               | Valente Esteban IZA Di Ferrero Rael Mano Brown Mr. Catra e Comunidade Nin-Jitsu | Pic Schmitz Ed Motta Sambary Gabriel R                         | Carola Rushö Pic Schmitz Avilla & Kohen              |

2019
A vigésima quarta edição ocorreu em 2019, nos dias 1 e 2 de fevereiro.
| 1 de fevereiro                                                                     | 1 de fevereiro                                                        | 1 de fevereiro                                                     | 1 de fevereiro                              |
| Palco Planeta                                                                      | Palco Atlântida                                                       | Palco Planeta Funk 92                                              | Palco Planeta Premium                       |
| ---------------------------------------------------------------------------------- | --------------------------------------------------------------------- | ------------------------------------------------------------------ | ------------------------------------------- |
| Neto Fagundes Vitor Kley Armandinho Ferrugem Anitta Wesley Safadão Vintage Culture | Ponto de Equilíbrio Braza Slightly Stoopid CPM 22 D-Groov Zeeba 1Kilo | Capu e Gabriel R Meskla Mari Krieger MC Dudinha Zullu Capu         | Lilo João Veppo Lucas Borchardt Pic Schmitz |
| 2 de fevereiro                                                                     |                                                                       |                                                                    |                                             |
| Palco Planeta                                                                      | Palco Atlântida                                                       | Palco Planeta Funk 92                                              | Palco Planeta Premium                       |
| Pitty Clean Bandit Capital Inicial Thiaguinho e Atitude 67 Henrique & Juliano Alok | Seu Cuca Melim Nenhum de Nós Filipe Ret Lari Hi Oriente Chemical Surf | Capu & Gabriel R Diego Ambrozi Vini Fantin Zullu MC Dino Gabriel R | Lilo João Veppo Bloco das Gaúchas Zullu     |

#### Década de 2020
2020
A vigésima quinta edição ocorreu em 2020, nos dias 31 de janeiro-1 de fevereiro.
| 31 de janeiro                                                        | 31 de janeiro                                                            | 31 de janeiro |
| Palco Planeta                                                        | Palco Atlântida                                                          | Palco Planeta Beat recebe Rap in Cena |
| -------------------------------------------------------------------- | ------------------------------------------------------------------------ | --- |
| Neto Fagundes Vitor Kley Kevinho IZA Luan Santana Dilsinho Dennis DJ | Gabriel Elias Di Ferrero Luísa Sonza 3030 Lagum Kevin O Chris Don Diablo | DJ Coch DJ Saulit DJ Tito Veloso Batalha Aldeia versus Olimpo DJ Milkshake Rafo Zifi Poesia + Grafite ao vivo do SIK011 DJ Tito Veloso Laypold Nicolas Walter Cristal Poesia Batalha Aldeia versus Olimpo DJ Saulit Hot Players Sifra Dropping DJ Coch Sidoka DJ Milkshake |
| 1 de fevereiro                                                       |                                                                          | |
| Palco Planeta                                                        | Palco Atlântida                                                          | Palco Planeta Beat recebe Rap in Cena |
| Melim Natiruts Legião Urbana Anitta Gusttavo Lima Alok KVSH          | Jão Poesia Acústica Nenhum de Nós Fresno Matuê Vitão Raimundos           | Syon Fô Heitor Mari Krüger DJ Chernobyl Johnny420 ADR Ariel B Lilo Khalif |

2021
A edição de 2021 foi cancelada devido à pandemia de COVID-19.
2022
A edição de 2022 foi cancelada devido à pandemia de COVID-19.
2023
A vigésima sexta edição ocorreu em 2023, nos dias 3 e-4 de fevereiro.
| 3 de fevereiro                                                                     | 3 de fevereiro                                                                              | 3 de fevereiro                                               |
| Palco Planeta                                                                      | Palco Atlântida                                                                             | Planeta Premium                                              |
| ---------------------------------------------------------------------------------- | ------------------------------------------------------------------------------------------- | ------------------------------------------------------------ |
| Lagum Gloria Groove Jota Quest Matheus & Kauan Luísa Sonza Dilsinho Dubdogz        | Vera Loca Priscilla Alcantara Jovem Dionisio Vitor Kley Melim Poze do Rodo e Chefin Mochakk | Raffa Santos e Luciano Reis Jow Soul Sisters Thiago Matthias |
| 4 de fevereiro                                                                     |                                                                                             |                                                              |
| Palco Planeta                                                                      | Palco Atlântida                                                                             | Planeta Premium                                              |
| Armandinho Jão Ludmilla Luan Santana Ivete Sangalo Matuê e 30praum Vintage Culture | Zaka Comunidade Nin-Jitsu Gilsons Reação em Cadeia Charlie Brown Jr Teto e WIU Ariel B      | Lê Araujo e Luciano Reis Highlab DC Project Matheus Conci    |

2024
A vigésima sétima edição ocorreu em 2024, nos dias 2 e-3 de fevereiro.
| 2 de fevereiro | 2 de fevereiro |
| Palco Planeta | Palco Atlântida |
| --- | --- |
| Neto Fagundes Vitor Kley convida Carol Biazin MC Cabelinho Menos É Mais NX Zero Alok Ludmilla Pedro Sampaio                    | DJ Cabeção convida Gabriel R Bloco da Laje Comunidade Nin-Jitsu Reação em Cadeia Vulgo FK Oruam convida TZ da Coronel David Kneip & Jackdi |
| 3 de fevereiro | |
| Palco Planeta | Palco Atlântida |
| Fresno Armandinho Os Paralamas do Sucesso Thiaguinho Gusttavo Lima Luísa Sonza convida Duda Beat 30PRAUM com Matuê, Teto e Wiu | Ondastral Diogo Defante BRAZA Papas da Língua Gabriel O Pensador Veigh Ariel B] ATL DJ                                                     |

2025
A vigésima oitava edição ocorreu em 2025, nos dias 31 de janeiro e 1 de fevereiro.
| 31 de janeiro | 31 de janeiro                                                                                         |
| Palco Planeta | Palco Atlântida                                                                                       |
| --- | --- |
| Especial O Sul É o Nosso Palco Lagum Luísa Sonza Alexandre Pires com Baile do Nego Véio Ana Castela Anitta Filipe Ret convida Caio Luccas Pedro Sampaio | Vera Loca Aperte o Play 3030 Cachorro Grande Poesia Acústica convida Cynthia Luz Teto DJ Topo         |
| 1 de fevereiro | |
| Palco Planeta | Palco Atlântida                                                                                       |
| Armandinho Dilsinho Natiruts Sorriso Maroto Matuê Baile do Planeta com Kevin o Chris, Livinho e Ariel B Dubdogz by Dogzparade                           | Gupe Syon Trio Os Garotin Carol Biazin Comunidade Nin-Jitsu e MC Jean Peaul WIU convida Brandão MU540 |